# Флавіо Маестрі
Флавіо Маестрі (ісп. Flavio Maestri, нар. 21 січня 1973, Ліма) — перуанський футболіст, що грав на позиції нападника, зокрема за клуби «Спортінг Крістал» та «Універсідад де Чилі», а також національну збірну Перу.
П'ятиразовий чемпіон Перу і дворазовий чемпіон Чилі. 

## Клубна кар'єра
Народився 21 січня 1973 року в Лімі. Вихованець футбольної школи клубу «Спортінг Крістал». Дорослу футбольну кар'єру розпочав 1990 року в основній команді того ж клубу, в якій провів шість сезонів, взявши участь у 153 матчах чемпіонату.  Більшість часу, проведеного у складі «Спортінг Крістала», був основним гравцем атакувальної ланки команди. У складі «Спортінг Крістала» був одним з головних бомбардирів команди, маючи середню результативність на рівні 0,59 гола за гру першості. Тричі поспіль, у 1994, 1995 і 1996 роках, ставав у її складі чемпіоном Перу, причому у першому із цих випадків забив в іграх першості 25 голів, ставши її нйкращим бомбардиром.
З 1996 року грав за іспанський «Еркулес», проте не зумів розкрити у Європі свій бомбардирський хист і вже 1998 року повернувся до Південної Америки, ставши гравцем чилійського «Універсідад де Чилі». Відіграв за команду із Сантьяго наступні три сезони своєї ігрової кар'єри, у двох з яких допомогав команді виграти національну першість.
Протягом 2000-х майже щороку змінював команди, за цей час по декілька разів приєднувався до лав команд «Спортінг Крістал» та «Альянса Ліма», а також встиг пограти за мексиканський «Сан-Луїс», бразильську «Віторію» (Салвадор), китайський «Шанхай Шеньхуа» та чилійський «Сантьяго Морнінг».
Завершив ігрову кар'єру у рідному «Спортінг Крістал» 2009 року.

## Виступи за збірну
1991 року дебютував в офіційних матчах у складі національної збірної Перу.
У складі збірної був учасником чотирьох розіграшів Копа Америка — 1991 року в Чилі, 1993 року в Еквадорі, 1999 року в Парагваї і 2004 року в Перу. Також брав участь у розіграші Золотого кубка КОНКАКАФ 2000 року у США, куди перуанців запросили як гостьову команду.
Загалом протягом кар'єри в національній команді, яка тривала 17 років, провів у її формі 57 матчів, забивши 11 голів.

## Титули і досягнення

### Командні
- Чемпіон Перу (5):

«Спортінг Крістал»: 1994, 1995, 1996
«Альянса Ліма»: 2004, 2006
- Чемпіон Чилі (2):

«Універсідад де Чилі»: 1999, 2000

### Особисті
- Найкращий бомбардир чемпіонату Перу (1):

1994 (25 голів)